# Неврастения
Неврастения (от гръцки: слабост на нервите; от τὀ νεῦρóν, неврон – „нерв“, и ὰσθενὴς, астенес, „слаб“) – вид невроза, която се проявява с нарушение на съня, умора и намалена работоспособност, повишена раздразнителност и др.
Все още се води като диагноза от световната здравна асоциация.